# Ed Wheelan
Edgar S. Wheelan, dit Ed Wheelan (né le 7 avril 1888 à San Francisco et mort en août 1966 à Fort Myers) est un auteur de bande dessinée américain.
Il a notamment créé Minute Movies (1920-1935 en comic strip et 1939-1944 en comic book) et Fat and Slat (1942-1949).

## Biographie
Edgar S. Wheelan naît le 7 avril 1888 à San Francisco. Il est le fils d'Albertine Randall, dessinatrice de costumes pour des opéras et autrice du comic The Dumbunnies.  Diplômé de l'Université Cornell en 1911, Wheelan dessine des comic strips sur le sport dans le San Francisco Examiner et le New York American. En 1918, William Randolph Hearst lui demande de créer un strip parodiant les mélodrames cinématographiques. Wheelan propose Midget Movies, qu'il anime durant deux ans, avant de se fâcher avec le magnat de la presse qui remplace sa bande par le Thimble Theatre d'Elzie Crisler Segar. Wheelan poursuit cependant dans la même veine pour le syndicate de George Matthew Adams en dessinant Minute Movies de 1920 à 1935.
À partir de 1937, Wheelan passe aux comic books. Il réalise Big Top dans Feature Funnies (1937-1939), poursuit ses parodies de films dans Movie Comics (1939) puis Flash Comics (1940-1944), anime Butch McLobster dans All-Flash (1941-1943), Padlock Holmes dans Champ Comics puis Speed Comics (1942-1945) et dans différents comic books du groupe DC Comic McCornmick (1944-1948) et la parodie de conte de fée Foney Fairy Tale (1946-1948).
Fat and Slat, apparu pour remplir un numéro du comic book Green Lantern en 1942, se retrouve dans plusieurs titres DC et connaît un certain succès. En 1944, la maison d'édition publie un recueil des meilleurs gags, ce qui est relativement rare à l'époque. En 1947-1948, DC Comics publie quatre numéro du comic book trimestriel Fat and Slat. À la suite de l'arrêt du comic book, Wheelan quitte la bande dessinée et se consacre à la peinture.